# Santranges
Santranges ist eine französische Gemeinde mit 438 Einwohnern (Stand: 1. Januar 2022) im Département Cher in der Region Centre-Val de Loire. Sie gehört zum Arrondissement Bourges und zum Kanton Sancerre. Die Einwohner werden Santrageois genannt.

## Geographie
Santranges liegt in Zentralfrankreich, etwa 54 Kilometer nordnordöstlich von Bourges. An der westlichen Gemeindegrenze verläuft der Fluss Bras, der auch Notreure genannt wird. Umgeben wird Santranges von den Nachbargemeinden Châtillon-sur-Loire im Nordwesten und Norden, Beaulieu-sur-Loire im Norden und Osten, Belleville-sur-Loire im Osten und Südosten, Savigny-en-Sancerre im Süden, Sury-ès-Bois im Südwesten sowie Pierrefitte-ès-Bois im Westen.

## Bevölkerungsentwicklung
| Jahr                       | 1962 | 1968 | 1975 | 1982 | 1990 | 1999 | 2006 | 2019 |
| Einwohner                  | 586  | 514  | 472  | 420  | 390  | 369  | 425  | 400  |
| Quellen: Cassini und INSEE |      |      |      |      |      |      |      |      |

## Sehenswürdigkeiten
- Kirche Notre-Dame aus dem 12. Jahrhundert, seit 1931 Monument historique

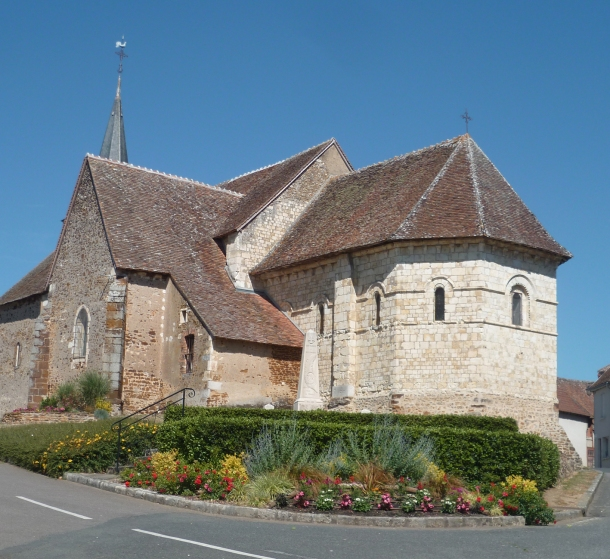
Kirche Notre-Dame